# Joakim dán herceg
Joakim dán herceg, Monpezat grófja (dánul: Prins Joachim Holger Waldemar Christian til Danmark, greve af Monpezat) (Koppenhága, 1969. június 7. –) II. Margit dán királynő és Henrik dán herceg második fia.

## Élete
Alexandra Christina Manleyt egy estélyen ismerte meg Hongkongban. 1995. november 18-án kötöttek házasságot a hillerødi Frederiksborg kastélyban. Két fiuk született, Miklós és Félix. 2005-ben elváltak.
2008-ban feleségül vette Marie Cavalliert, akitől két gyermeke született, Henrik és Athéna.